# Тавенгва, Шарон
Шарон Тавенгва — зимбабвийская легкоатлетка, которая специализируется в беге на длинные дистанции. Победительница Полумарафона Цване 2009 года с рекордом трассы 1:15.54. Заняла 37-е место на чемпионате мира по полумарафону 2008 года. В 2010 году заняла 4-е место на Эйндховенском марафоне с личным рекордом — 2:33.07.
На олимпийских играх 2012 года бежала марафонскую дистанцию, но не смогла её закончить.